# Golicyno
Golicyno (anche traslitterata come Golitsyno) è una cittadina della Russia europea centrale (oblast' di Mosca),  situata 40 km a ovest della capitale sulla linea ferroviaria che congiunge Mosca con Smolensk; è amministrativamente compresa nel distretto di Odincovo.
Fondata nel 1694, ottenne lo status di città nel 2004.

## Società

### Evoluzione demografica
Fonte: mojgorod.ru
- 1989: 23.300
- 2002: 16.189
- 2007: 16.900